# Postdramatisches Theater

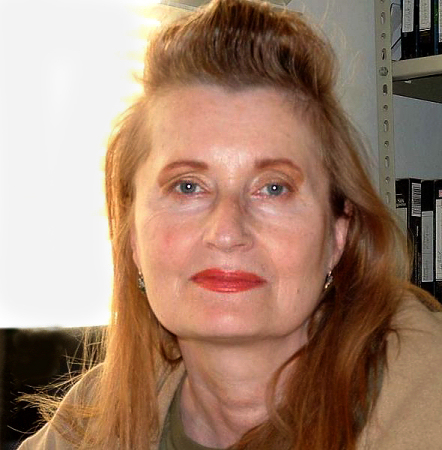
Die österreichische postdramatische Theater- und Hörspielautorin Elfriede Jelinek, 2004

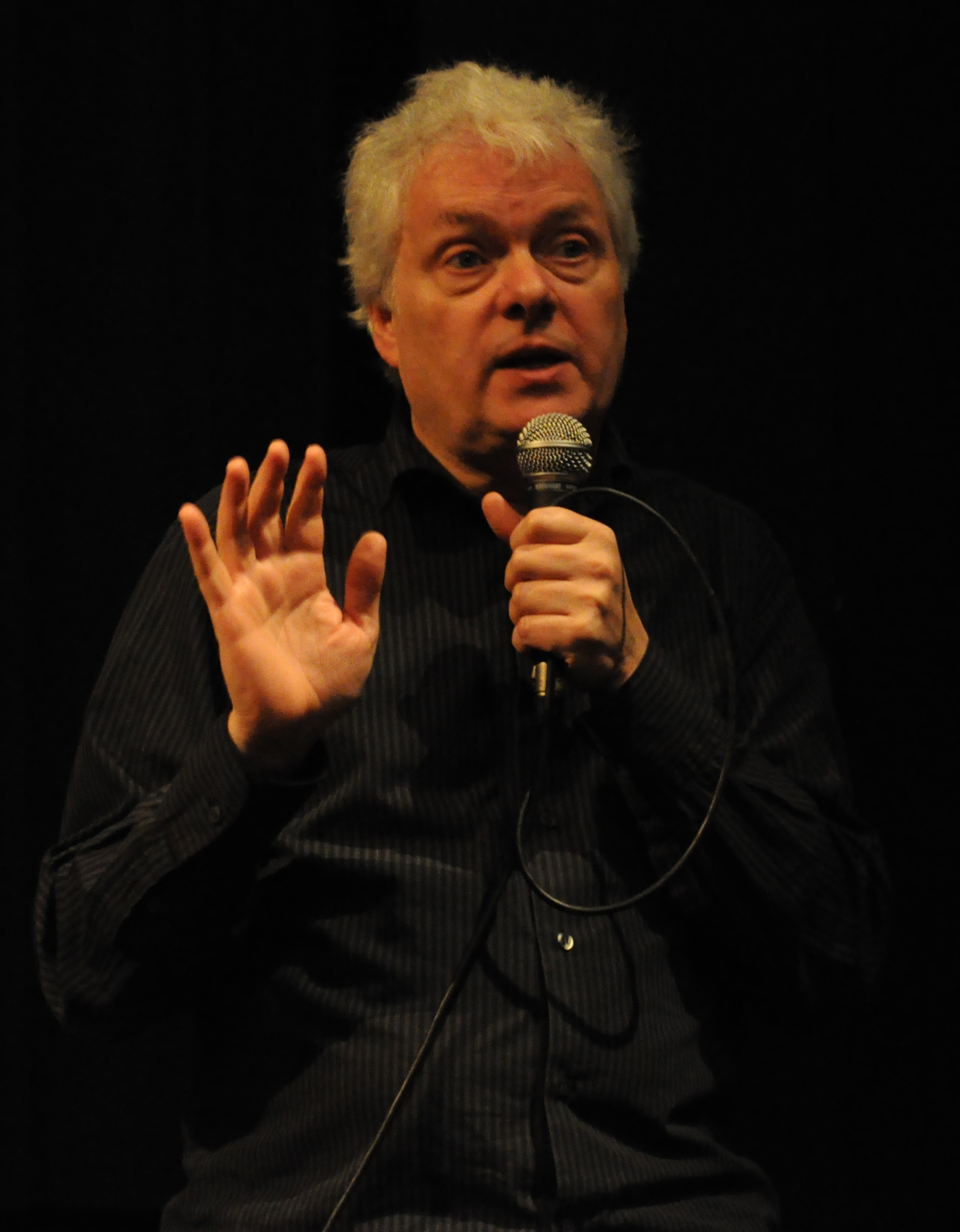
Heiner Goebbels, Regisseur, Hörspielautor, Musiker, Komponist und emeritierter Professor für Angewandte Theaterwissenschaft an der Justus-Liebig-Universität in Gießen

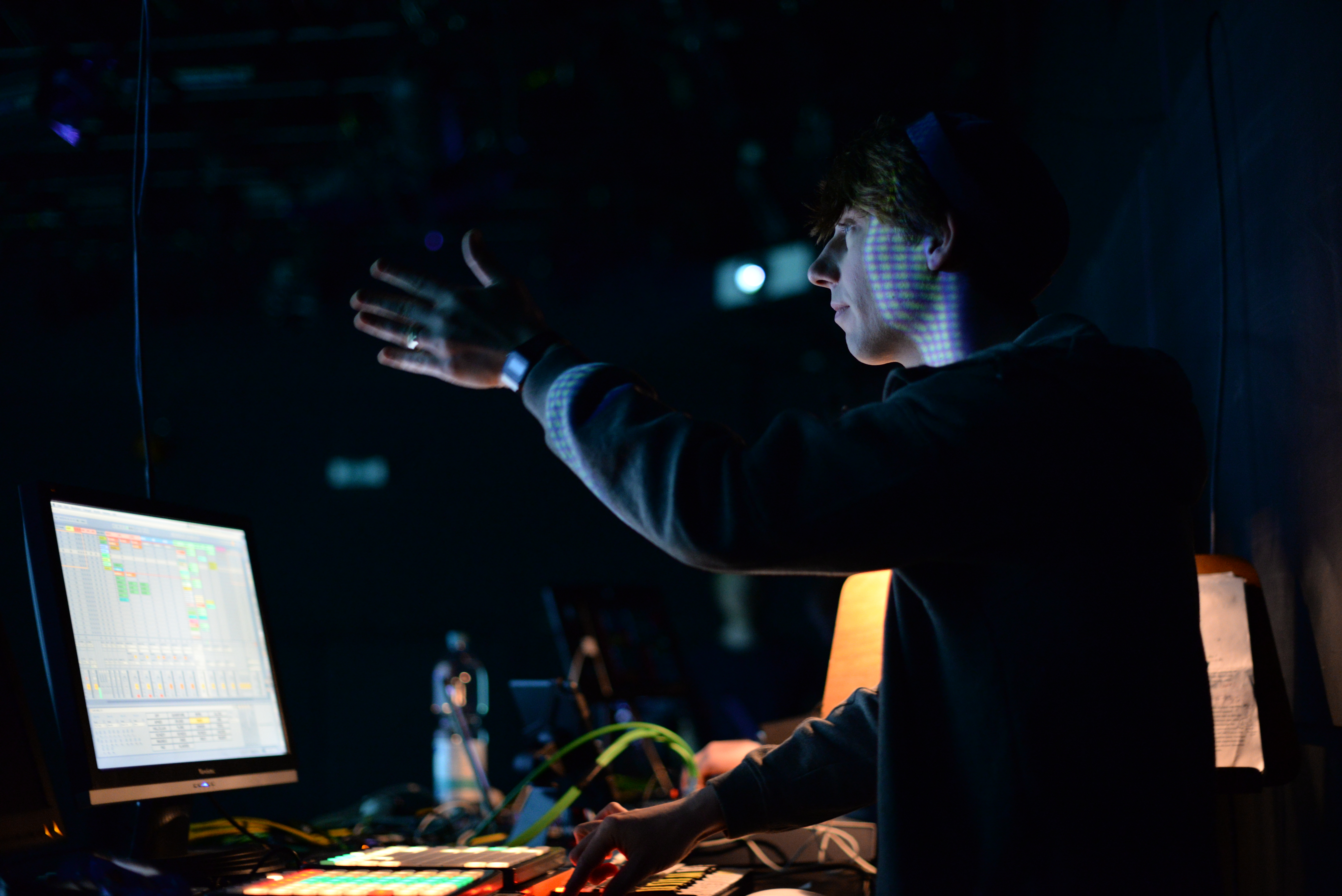
Der Theatermusiker T.D. Finck von Finckenstein gibt ein Signal an die Schauspieler im Stück 4.48 Psychose von Sarah Kane am Schauspiel Dortmund, 2014 – Die Musik wird durch Körpersensoren beeinflusst.

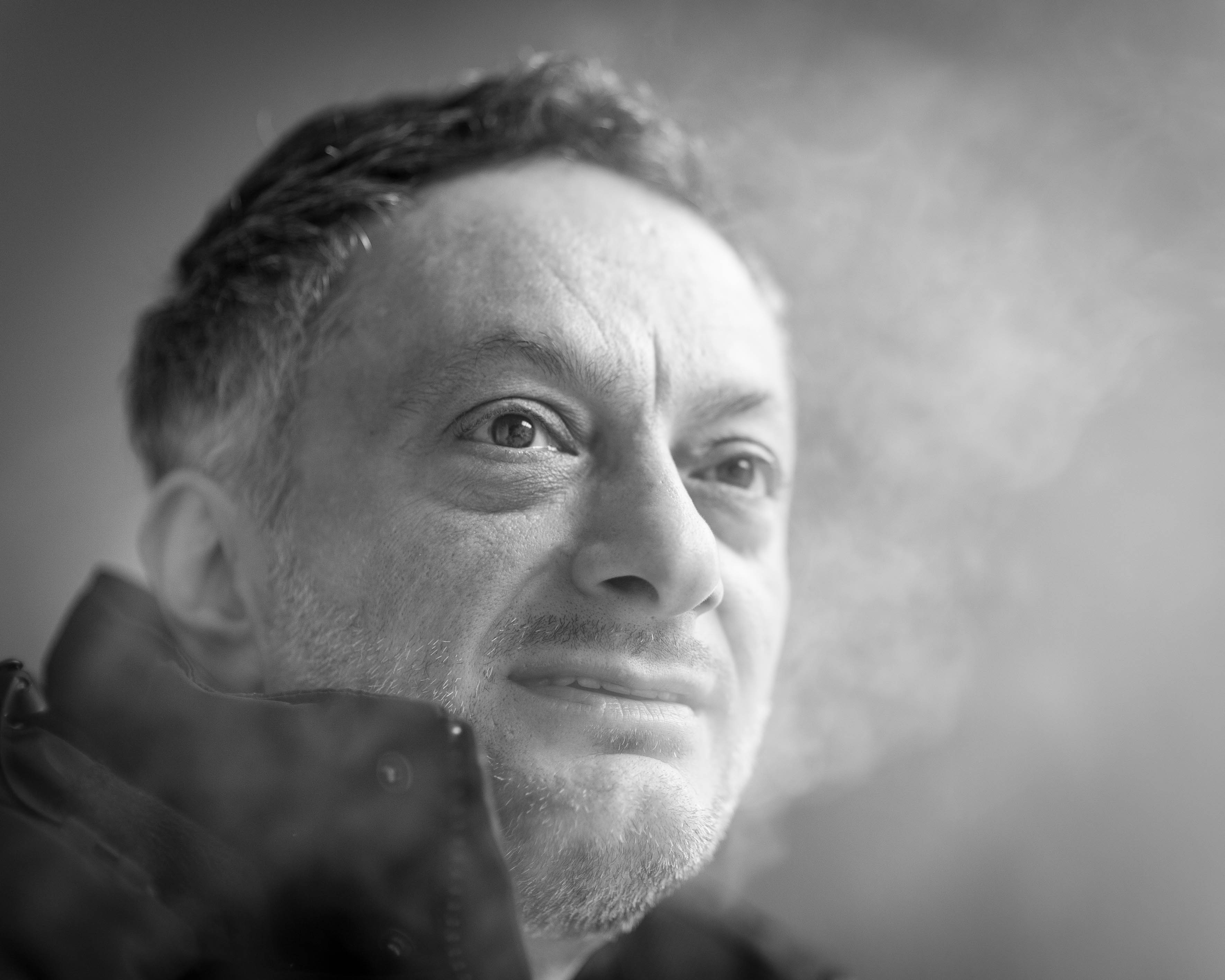
Feridun Zaimoglu, Theaterautor, Prosaautor, bildender Künstler und Mitbegründer von Kanak Attak, 2012

Das postdramatische Theater ist eine seit den 1980er Jahren diagnostizierte performancenahe Form des Theaters, die sich vom traditionellen Sprechtheater abgrenzt und auf die Welt der elektronischen Medien reagiert, indem sie sich anderen künstlerischen, darstellenden und medialen Genres und Techniken öffnet. Der Begriff wurde vom Theaterwissenschaftler Hans-Thies Lehmann 1999 in dessen gleichnamigem, in zahlreiche Sprachen übersetzten Buch maßgeblich geprägt. Postdramatisches Theater lässt postmoderne philosophische (bes. poststrukturalistische) Diskurse einfließen und führt sie weiter, stellt Autorschaft und Authentizität in Frage, trennt Kommunikation und Subjekt und reflektiert sich selbst. Das postdramatische Theater verhält sich zu gesellschaftlichen Ereignissen, verhandelt soziale Themen – ist in dieser Hinsicht oft von großer Aktualität – und reflektiert sozialwissenschaftliche Thesen und Theorien. Es bestehen Tendenzen zur Ästhetik des Dokumentarischen. Im postdramatischen Theater kommen Alltags- und Spezialistendiskurse wie auch diskurstheoretische Reflexionen des Theaters zusammen.

## Charakteristika und Ästhetik
Charakteristisch für das postdramatische Theater ist die programmatische Abkehr von der Tradition des Sprechtheaters, von dem mimetisch-fiktionalen repräsentationalen Theater, von Text als bedeutendem Bestandteil des Theaterprozesses, vom Drama, von der Handlung, von der Nachahmung. Postmoderne und besonders poststrukturalistische Diskurse und Philosophien spielen dabei eine wesentliche Rolle. Das Theater reflektiert sich selbst u. a. mit der Frage der Repräsentation: Wer repräsentiert wen im Theater? Die über poststrukturalistische Philosophien vermittelten linguistischen Erkenntnisse von Ferdinand de Saussure, dass das sprachliche Zeichen (z. B. Wort) nicht mit dem Bezeichneten (das, was das Wort benennt) einheitlich ist, zogen auch im Theater eine Sprachskepsis nach sich. Bedeutungen könnten laut Erika Fischer-Lichte „mit Bewußtseinszuständen, nicht jedoch mit sprachlichen Bedeutungen gleichgesetzt werden.“ Sinnliche Eindrücke und ihre Bedeutungen ließen sich nicht „umstandslos sprachlich ausdrücken“.
Das postdramatische Theater hat sich „vom Gebrauch dramatischer Literatur als Vorschrift für ein Inszenierungsgeschehen weitgehend gelöst“. Die Figuren auf der Bühne folgen keiner „psychologischen Figurenführung“, der Fokus liegt nicht mehr auf dem Sprechen und Handeln von Figuren. Das Drama hat sich „in die Zeichensysteme verlegt, die Rollenpersonen, Raum, Zeit und Handlungskontinuum generieren,“ und es dekonstruiert die Elemente, die es ausmachen.
Christine Bähr sieht beim postdramatischen Theater ein produktives Ineinandergreifen von postdramatischer Ästhetik und gesellschaftspolitischer Reflexion, besonders bei René Pollesch.
Der explizite Bezug zum Gesellschaftlichen erfordert eine große Aktualität, ein zeitnahes Erscheinen von Theatertexten auf der Bühne. Elfriede Jelineks Stück „Kontrakte des Kaufmanns“ wurde von ihr „zur sofortigen Uraufführung“ vorgesehen, was 2009 „pünktlich zur Krise“ erfolgte. Jelinek meint dazu: „Man müsste überhaupt eine schnelle Theater-Eingreiftruppe haben, die auf solche Ereignisse immer rasch eingehen kann.“
Ein wichtiger Aspekt ist das Infragestellen und kritische Reflektieren von Autorschaft. Autoren erarbeiten ihre Texte durchaus kollektiv und/oder werden daraufhin selbst zu Performern. Aus diesem Grund geben sie ihre Stücke nicht für Nachspiele aus der Hand (René Pollesch, Christoph Schlingensief, Falk Richter, Fritz Kater/Armin Petras). Bei der Theatergruppe Rimini Protokoll wird das Konzept der offenen Autorschaft verfolgt, u. a. indem nicht-professionelle Darsteller als sogenanntes „theatralisches Ready-Made“ in den Stücken mitspielen.
Beim postdramatischen Theater gibt es keine Rollen im Sinn des dramatischen Theaters, die Arbeit der Schauspieler geht mehr in eine performative Richtung. Diese Praxis entspricht einer poststrukturalistischen subjektkritischen Position, die die Kommunikation von ihren vorgestellten Subjekten trennt. Das kommt im Einsatz z. B. von Chören (bei Pollesch und Jelinek) oder dem Wechsel der Rollen unter den Schauspielern zum Ausdruck. Bei Feridun Zaimoglu sind in diesem Sinn die Figuren nur „Behälter für Ideen, oder viel eher für Worte, und torkeln als Sprachtonnen durch eine grob gesetzte Handlung.“
Stilbildend für das postdramatische Theater ist der Einfluss von Medien(konsum) und Popkultur. Heiner Goebbels adaptiert z. B. eine „Dramaturgie des Samplings“, sein Werk enthält Schreibspuren anderer Autoren. An Aufführungen von René Pollesch waren häufig Kameraleute und Tonassistenten beteiligt, die die Geschehnisse hinter der Bühne auf eine große Leinwand übertrugen. Ein Beispiel ist das Stück „Der perfekte Tag“ aus der „Ruhrtrilogie“, in dem der sehr ausdauernde Tonmann, der mit einer Mikrofon-Angel den Ton des Schauspielers Fabian Hinrichs abnimmt, nicht nur im Stück selbst sichtbar ist, sondern sogar darstellend in Erscheinung tritt.
Die Postdramatik ist unter einem gewissen Einfluss der Theaterwissenschaft entstanden. Die Theaterwissenschaft begab sich selbst in die Nähe zur Kunst, inszenierte sich künstlerisch. Statt Künstler zu Wort kommen zu lassen oder mit ihnen in Dialog zu treten, übersetzte sie ästhetische Standpunkte.
Wesentlich beim postdramatischen Theater ist eine gewisse Interdisziplinarität (analog zu Adornos „Verfransung der Künste“). Es existieren Mischformen mit anderen Genres wie Oper, Musik(theater), bildender Kunst, Performance, Tanz, choreographischem Theater (William Forsythe, Sasha Waltz), performativer Installation (Heiner Goebbels, „Stifters Dinge“), interaktiver Dokumentar-Installation (Stefan Kaegi, „Logbuch eines dokumentarischen Theaterprojekts vor seiner Premiere“), Neuer Musik und Neuem Hörspiel.

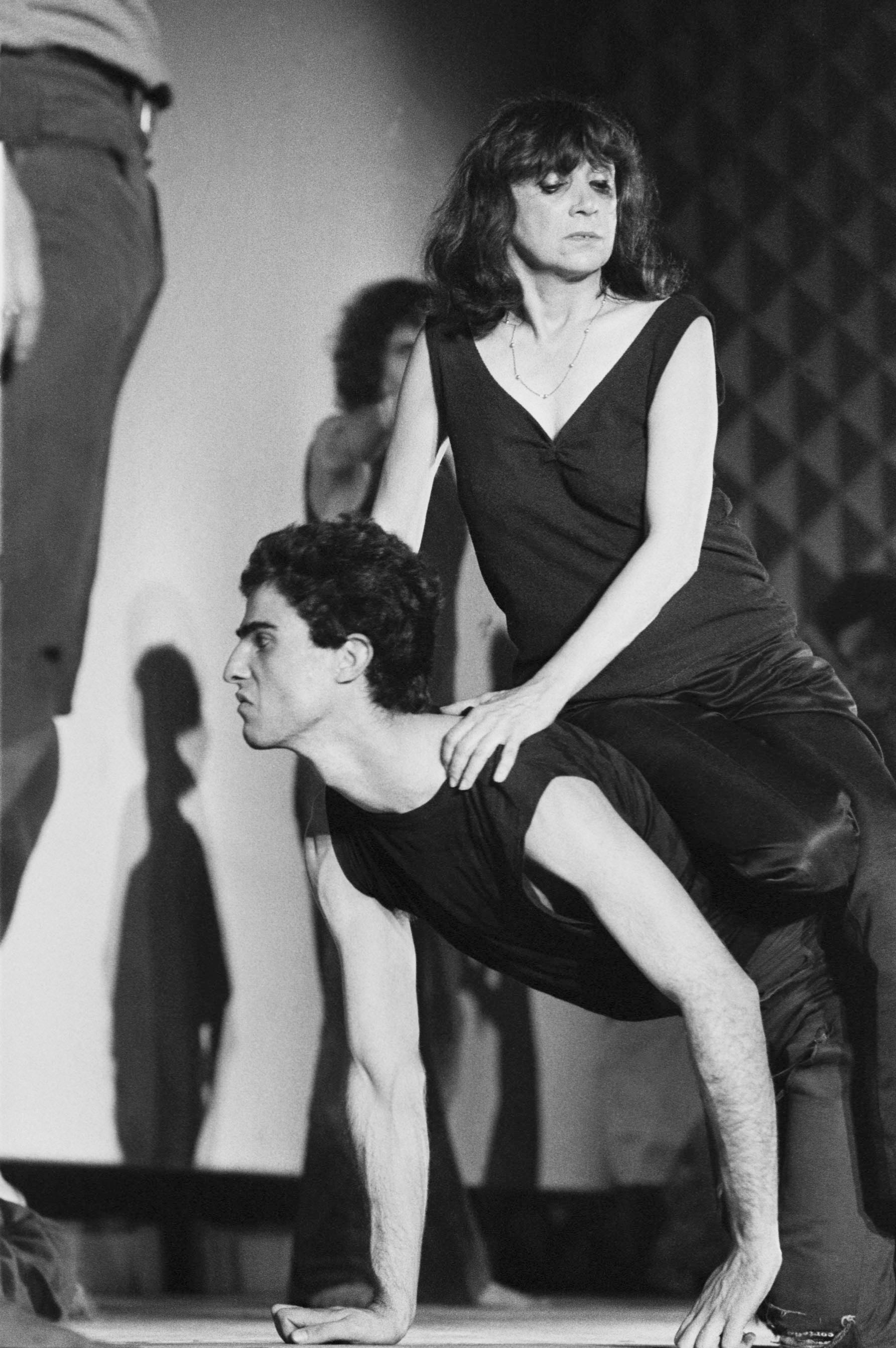
Judith Malina und andere Schauspieler vom Living Theatre, 1983

## Begriff
Schon 1985 stellte Helga Finter fest, dass sich das zeitgenössische Theater von der Dominanz des Textes gelöst habe. Den Begriff „postdramatisch“ prägte kurz darauf (1987) Andrzej Wirth. Gerda Poschmann prägt 1996 den Begriff „postdramatische Theaterkunst“ in ihrer dramaturgischen Analyse zeitgenössischer Theatertexte, als sie über Stücke von Heiner Müller und Peter Handke schreibt. Hans-Thies Lehmann erarbeitete 1999 einen Überblick über Tendenzen zeitgenössischen Theaters. Lehmann bezieht den Begriff postdramatisch sowohl auf moderne Inszenierungen, die keinen Dramentext als Grundlage haben, als auch auf moderne Inszenierungen von Dramentexten. Das Wort postdramatisch signalisiere „[...] den fortbestehenden Zusammenhang und Austausch zwischen Theater und Text“. Der Dramentext sei dabei aber nicht mehr Basis, zentraler Gegenstand und Ziel der Inszenierung, er werde einer von mehreren gleichberechtigten Bausteinen in Folge der Enthierarchisierung also dem Gleichwertigmachen aller theatralen Mittel beim Erschaffen postdramatischen Theaters. Der Text wird neben den anderen Theatermitteln zu einem weiteren „Material“ für die Szenischen Gestaltung. Postdramatisch bezeichnet bei Lehman somit nicht eine Theatergattung, sondern eine bestimmte Art Theater zu machen: Es sei bei der Betrachtung von modernem Theater, auch wenn Dramen inszeniert werden, „methodisch entscheidend“, dass bei Einsatz bestimmter Techniken „der analytische Blick  [...] >>umspringt<< und [...] das Neue einer nicht mehr dramatischen Theatersprache erkennt.“ „Nicht mehr dramatisch“ heißt in diesem Fall nicht-abhängig von Spannung oder bindender Formgebung, die etwa aus gegeneinander laufenden moralischen Positionen entsteht, welche zumindest seit der Antike ein Grundpfeiler des Theaters waren. Also die Handlung (Plot), das „Drama“ ist nun nicht mehr der „Herrscher“ über die Inszenierung. Für Lehmann ist der Begriff „postdramatisch“ nur beschreibend und nicht wertend. Laut Patrick Primavesi beschreibt der Begriff „verschiedene neue performance-nahe Theaterformen, die anderen Prinzipien folgen als dem der Werkinszenierung.“

### Postdramatisches Theater bei Andrzej Wirth
Den Begriff postdramatisch in Bezug auf Theater prägte der polnische Theaterwissenschaftler Andrzej Wirth im Jahr 1987, um aktuelle Formen des Theaters wie die Soundcollage, die Sprechoper und das Tanztheater zu bezeichnen.
Für Wirth reagiert das Theater mit postdramatischen Formen auf eine globale Medialisierung der Alltagswelt. Den Ursprung sieht er bei Bertolt Brechts Radiotheorie (1930), auch wenn er dessen dramatisches Werk nicht dem postdramatischen Theater zurechnet. Er skizziert mit dem Aufwerfen dieser Frage den selbstreflektierenden Anspruch des postdramatischen Theaters: „Ist die von Brecht diagnostizierte Konsumentenhaltung des Publikums therapeutisch auf dem Theater überwindbar?“ Das von ihm als „armes Theater“ (Barba, Mnouchkine, Brook, Kantor) bezeichnete subkulturelle Straßentheater überwindet die Trennung von Publikum und Schauspielern durch den „Entzug der Bequemlichkeit einer konventionellen Zuschauerhaltung“ im Environment – das Publikum ist in den Spielvorgang einbezogen. Das „reiche Theater“ (Wilson, Foreman), das in finanziell und vor allem technisch gut ausgestatteten Spielstätten stattfindet, hebt traditionelle Publikumserwartungen durch die „Entliterarisierung der Theaterproduktion“, durch massivem Einsatz von Technik und Licht bzw. Anpassung an mediale Rezeptionsgewohnheiten (Fernsehen) und radikale Dekonstruktion der klassischen Theatertexte aus – die Zuschauer würden aus ihrem „Bildungstraum“ geweckt. Die Dramatiker verschwänden „hinter dem Stück, das kein Drama mehr sein konnte oder wollte“.
Das postdramatische Theater grenzt sich vom Sprechtheater ab, indem es bisher nicht benutzte Textarten einbezieht: Verhörprotokolle, Korrespondenzen, Memoiren, andere nichtdramatische Textformen, außerdem Mittel der Filmdramaturgie, der Fotografie, des Films, der Kamera, der Tonaufnahmen sowie der Filmstimme, Lesestimme, Fernsehstimme als theatralische Mittel. Es begründet den multimedialen Diskurs des Theaters. Weitere Merkmale sind laut Wirth hohe Aktualität und die Einbeziehung von Trivialliteratur, Pop und Fernsehformaten, wodurch eine „Post-Fernsehdramatik“ kreiert wird. Durch Anknüpfen an Rezeptionsgewohnheiten des Fernsehens würde die Distanz des Publikums zum Bühnengeschehen verringert.
Postmoderne Diskurse und Philosophien bilden sich z. B. in der Aufhebung von Theaterrollen als Kritik „am unkritischen Glauben an die Festigkeit des Subjekts“ ab. Dadurch wird die Kommunikation vom Subjekt getrennt behandelt.
Weiterhin konstatiert Wirth für das postdramatische Theater „Grenzüberschreitungen“ in Richtung anderer Genres wie der Oper mit „komplexen Großraumoperninszenierungen“ (Hans Neuenfels, Ruth Berghaus) und des Tanz- und Musiktheaters (mit Pina Bausch, Reinhild Hoffmann, Christoph Marthaler, Meredith Monk, Robert Wilson).

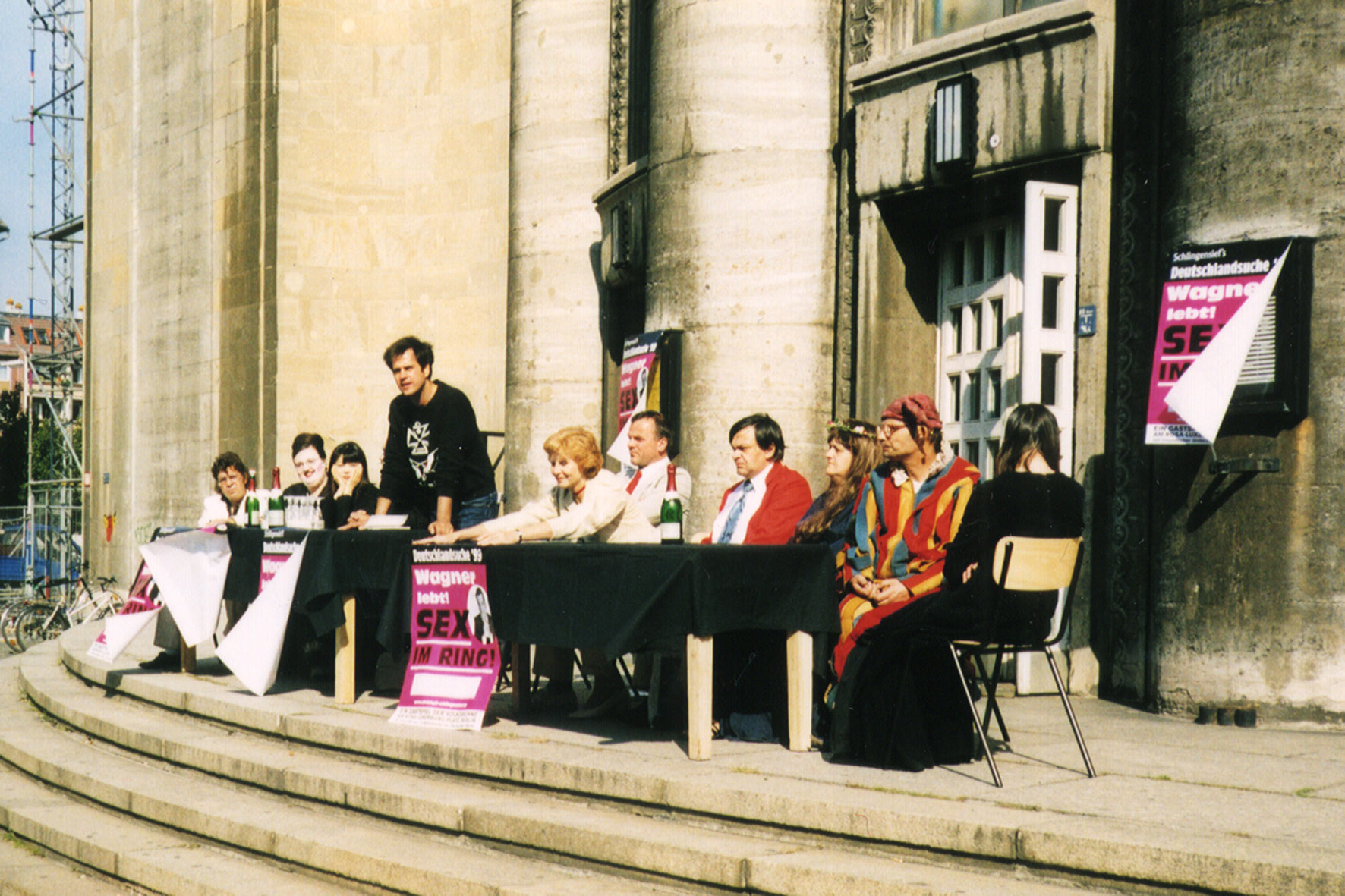
Christoph Schlingensief startet seine „Deutschlandsuche 99“ an der Volksbühne in Berlin, mit Sachiko Hara, Christoph Schlingensief, Bernhard Schütz, Irm Herrmann, Klaus Beyer, Kerstin Grassmann, 1999.

### Postdramatisches Theater bei Hans-Thies Lehmann
Der Theaterwissenschaftler Hans-Thies Lehmann untermauerte im Jahr 1999 den Begriff postdramatisches Theater, baute ihn theoretisch aus und fasst darunter Tendenzen und Stilmittel im Theater seit den ausgehenden 1960er Jahren zusammen.
Als postdramatisch bezeichnet Hans-Thies Lehmann ein Theater, das sich nicht mehr vorrangig an den Primat des Dramas, also des literarischen Dramentextes hält. Stattdessen entwickelt diese Darstellungsform eine Ästhetik, die in der Aufführungssituation eine Möglichkeit aufbaut, den Dramentext in ein spezielles Verhältnis zum materiellen Bühnengeschehen zu setzen, um hierdurch alternative Wahrnehmungen beim Zuschauer zu erreichen.
Postdramatisches Theater zielt weniger darauf ab, ein Drama möglichst textgetreu zu inszenieren, sondern durch räumliche, visuelle und lautliche Zeichen eine entsprechende Wirkung beim Zuschauer zu erzielen. Es darf jedoch nicht mit Brechts Konzept (Episches Theater) verwechselt werden: Brecht hält an der Fabel fest und bevorzugt – trotz aller Verfremdungen – einen dramatischen Theaterbegriff. Postdramatisches Theater kennt keinen Illusionismus mehr. Es konzentriert sich darauf, die Aufführung zu zentralisieren und den Kommunikationsprozess zwischen Schauspieler und Publikum zu betonen. Dabei geht es auch um einen Prozess der Selbsterschaffung und -erhaltung (Autopoiesis) in der jeweiligen Aufführungssituation.
Ein solches Theater meint Arbeiten, in denen der literarische Text, also das eigentliche Drama, nicht länger zentraler Gegenstand im Aufführungsprozess ist, sondern andere Zeichen hervortreten. Theater präsentiert seinen phänomenologischen Charakter, um in ein spezielles Verhältnis zum Text zu gelangen. Das vielschichtige Phänomen des postdramatischen Theaters ist folglich nur bedingt einheitlich definierbar. Die Frage, ob bereits in der historischen Avantgarde Ansätze von Postdramatik vorhanden waren, beantwortet Lehmann dahingehend, dass auch die Vertreter der anti-bürgerlichen Avantgarde noch das Drama als zentrale Referenz im Auge behielten.
Nützlich wird Lehmanns Ansatz, wenn es darum geht, aktuelle Fragen zu Theater und dessen Möglichkeiten neu zu stellen, beispielsweise die Frage nach dem Verhältnis von Theater und Politik oder nach seiner politischen Wirkung. Lehmann plädiert dafür, das Politische nicht im Inhalt eines Theaterstückes zu suchen, sondern im Aufführungsprozess, der unterbrochen und in seiner Regelmäßigkeit bewusst gemacht werden soll.

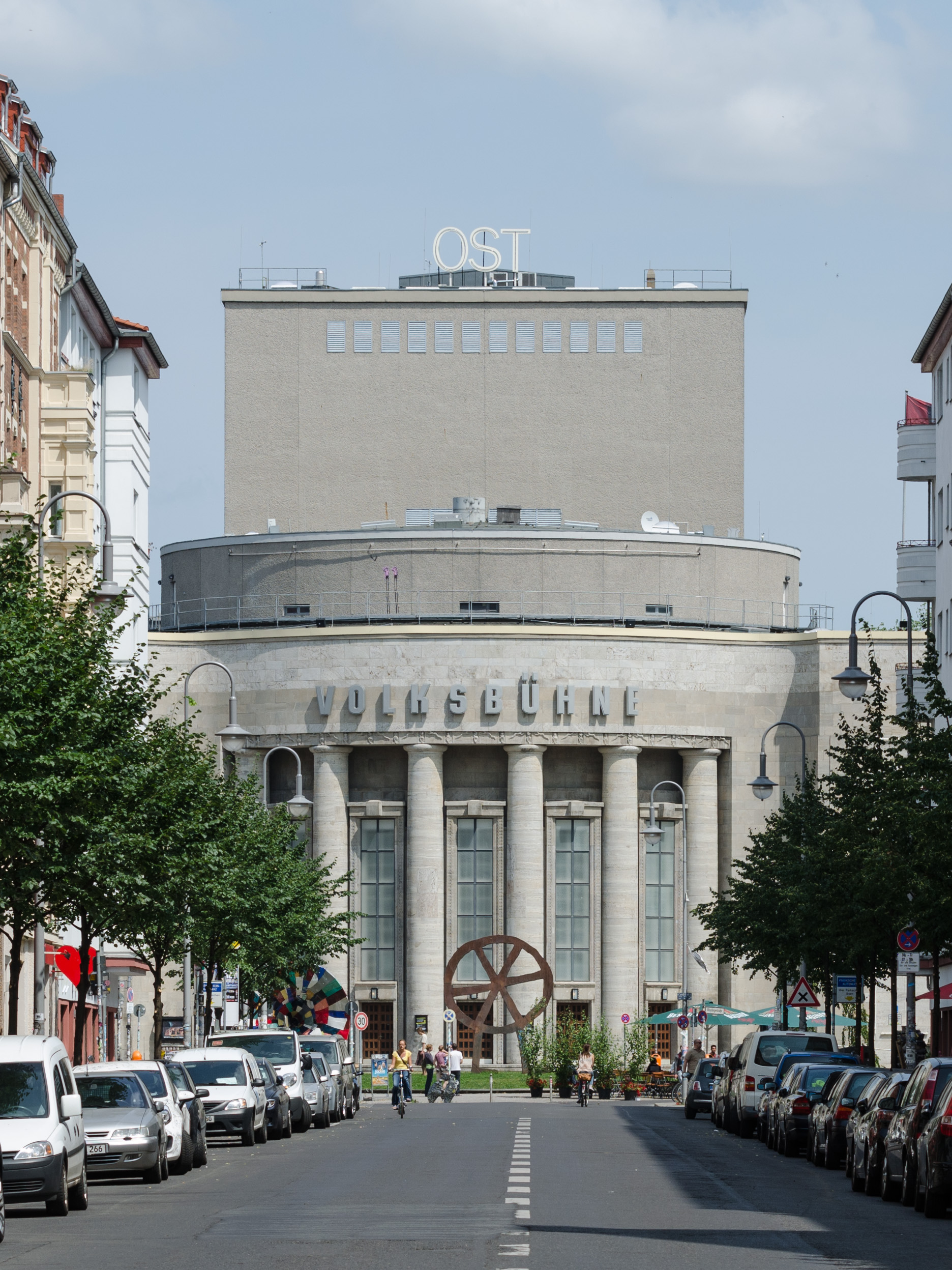
Volksbühne Berlin, 2013

### Postdramatisches Theater seit den 2000er Jahren und René Pollesch
In den 2000er Jahren erschienen auf europäischen Theaterbühnen Tendenzen, die sich sowohl auf die Textualität als auch auf die Performativität von Theater beziehen: Während Inszenierungen der 1990er Jahre den Blick auf Materialität und Produktionsweisen richteten, zeigen sich seit 2000 neue Entwicklungen, die eine Orientierung am literarischen Text unter postdramatischen Paradigmen erkennen lassen. Es kann einerseits vom postdramatischen Theater der 1990er Jahre und andererseits vom gegenwärtigen postdramatischen Theater gesprochen werden.
René Pollesch, der seit 2001 an der Berliner Volksbühne inszenierte, hat mit seinem Werk den Diskurs um das postdramatische Theater vorangetrieben. Sein grundsätzliches Thema war die „Krise, dass die Alternative zur Entfremdung nicht die Verselbstung sein kann und sein sollte, aber gefordert wird“. Im Besonderen beschäftigte er sich mit Problemen der Repräsentation im Zusammenhang mit Sexismus, Rassismus sowie mit Homophobie. So sagt z. B. Fabian Hinrichs in seinem Stück „Der perfekte Tag“: „Der Dildo. Der Dildo. Dildo. Jetzt haben Sie wieder nur Dildo gehört, und nicht, dass Mann und Frau von mir als Erfindung markiert werden.“
Diedrich Diederichsen konstatiert an René Polleschs Werk drei Kernaspekte: Das „Thema der verlorenen Rolle“, die „Idee des dritten Textes, der sich zwischen die alte erzwungene Rolle und die neue erzwungene Authentizität schiebt“ und die „Frage der Produktion“: „Wer spricht und was wird zum Sprechen gebracht, welches Verhältnis besteht zwischen den auf eine Gruppe von Darstellern verteilten Subjektposition und -positionen und empirischen zeitgenössischen Subjekten?“
- Das „Thema der verlorenen Rolle“: Pollesch habe die Frage der Authentizität verhandelt, die er im Zusammenhang mit neoliberalen Verwertungszwängen als erzwungene betrachtete. In seinen Stücken gibt es keine Rollen, sondern „nur Stimmen, aus früheren klassischen Subjektpositionen herausgebrochen“. Diese könnten „dem Fluch der Authentizität nicht entrinnen“.[16]
- Die „Idee des dritten Textes, der sich zwischen die alte erzwungene Rolle und die neue erzwungene Authentizität schiebt“, beschäftigt sich mit der Verwendung und Zitierung von „in Studenten- und Aktivistenkreisen gelesenen theoretischen Texten“ durch Pollesch. Diese Texte erfahren jenseits ihrer wissenschaftlichen Nutzung eine praktische Anwendung, sie werden gelesen, „um eigene Probleme und Fragen des Selbstbildes zu lösen oder formulieren zu können“, die z. B. mit den psychischen Nöten durch die Überlappung von Selbstverwirklichung und Selbstverwertung zu tun haben. Mit ihrer Anwendung in Polleschs Theaterstücken erhalte die Theorie einen Gebrauchswert, würden theoretische Modelle im Alltag angewendet. In der Rezeption werde diese Lesart meist außer Acht gelassen, Polleschs Praxis an dieser Stelle als „Parodie eines Theorie-Jargons“ missverstanden.[16]
- Für Pollesch sei die „Frage der Produktion“ und damit der Repräsentation fundamental wichtig gewesen: „Wer spricht und was wird zum Sprechen gebracht, welches Verhältnis besteht zwischen den auf eine Gruppe von Darstellern verteilten Subjektposition und -positionen und empirischen zeitgenössischen Subjekten?“ Darstellerinnen stellen keine erdachten Figuren dar, treten aber auch nicht unter ihrem Namen auf wie das in der Performancekunst üblich ist. Ihr Agieren sei verwandt mit dem der Pop-Musik-Performer: Klar ist, dass sie nicht mit ihrer alltäglichen Selbst-Identität auftreten, ihre Präsenz sei aber nicht vom Begriff des „Schauspiels“ abgedeckt. Das performende Kollektiv sei kein Kollektiv aus Personen oder Einzelschicksalen, sondern aus Stimmen, die nicht zwangsläufig unterschiedlichen Personen gehören. Sie können aber auch einer empirischen Person gehören. Diederichsen spricht in diesem Zusammenhang vom „Zusammenbruch kohärenter Selbst-Modelle“ und von der „Relativierung des Modells eines souveränen Subjekts“ in Polleschs Texten. Es gibt Bezüge der Darstellenden auf ihr eigenes Leben – nicht als expressive Darstellung konkreter Person, sondern in Zustimmung oder Ablehnung des Textes. Die Schauspielerinnen müssen verstehen und plausibel finden, wenn sich der Text auf ihre Arbeit bezieht.[16]

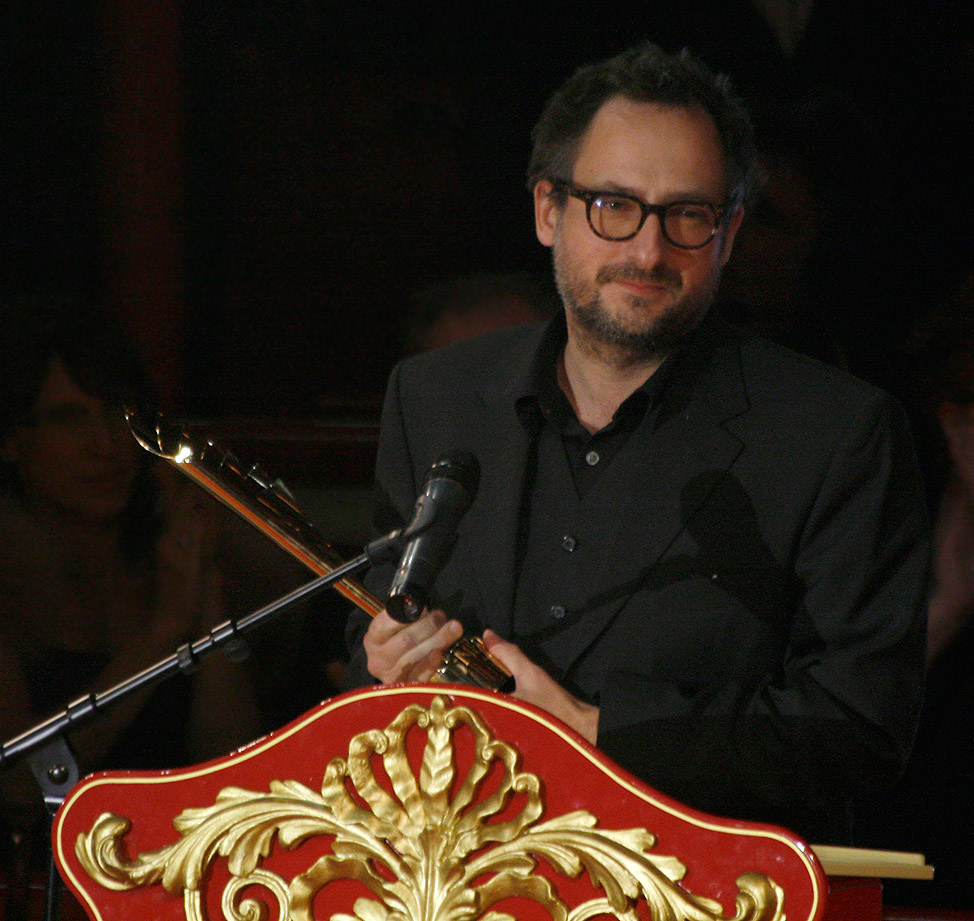
Roland Schimmelpfennig bei der Verleihung des Nestroy-Theaterpreises, 2009

### Kritik am postdramatischen Theater bzw. seine Weiterentwicklung mit dramatischen Formen
Das postdramatische Theater wurde u. a. vom Dramaturgen und Theaterwissenschaftler Bernd Stegemann kritisiert, weil die avantgardistischen Techniken keinen Zusammenhang mehr zu einer politischen Intention oder einer Haltung zur Welt aufwiesen, sondern nur noch Zitat und Effekt seien. Weiterhin konstatiert er Probleme mit Authentizität, die mit dem Einsatz von Betroffenen bzw. Laienschauspielern hergestellt werden sollte: Sie ist Fetisch, wertsteigerndes Moment. Er meint, Authentizität sei „das gelungene Spiel des erzwungenen Lügens“ – am Beispiel einer laienschauspielernden Verkäuferin, die auf der Bühne „authentisch“ wahrgenommen werde und dabei doppelt entfremdet sei.
Weiterhin plädierte z. B. Birgit Haas „für ein dramatisches Drama“, nachdem sie mit Bezug auf Ihab Hassan die „Verflachung der postmodernen Kultur durch die Kulturindustrie“ und damit dem postdramatischen Theater eine gewisse „Sinnlosigkeit“ bzw. „Beliebigkeit“ attestierte. Ebenso geriet die Trennung von Kommunikation und Subjekt in die Kritik.
Mit fortschreitender Zeit entstanden wieder mehr Theaterstücke jenseits der Postdramatik, und es wurde in der zeitgenössischen Dramatik tendenziell eine realistische Ästhetik reformuliert. Verhandelte Themen sind u. a. milieubedingte geschlechtliche Macht- und Gewaltbeziehungen sowie psychisches und körperliches Leiden, die mit den Mitteln der Übertreibung, der Stilisierung und der Poetisierung z. B. von Marius von Mayenburg, Roland Schimmelpfennig, Sarah Kane oder Jon Fosse umgesetzt wurden. Dennoch ist diese Wende nicht als Abkehr vom postdramatischen Theater wieder hin zu dramatischen Formen des Theaters zu verstehen, sondern eher im Sinn eines „post-postdramatischen Theaters“ ohne „drama“, besonders in Fosses Theaterstücken.
Stefan Tigges sieht in diesem Wandel „komplexe Transformationsprozesse im reibungsvollen Spiel zwischen Tradition und Innovation“. Diese Transformationen seien wichtiger als „deren ästhetisch schon festgelegtes Post-Stadium“. Auch würden „teildramatische Strategien“ aufgerufen.
Der Begriff postdramatisches Theater wird mittlerweile auch auf Inszenierungen angewendet, „deren Basis auf dramatischen, sogar klassischen Theatertexten beruhen.“ Laut Andreas Kotte geht es nicht darum, dass das postdramatische Theater das dramatische ablöse, sondern um Koexistenz. Beide Formen beständen nebeneinander und der Schwerpunkt verlagere sich hin und wieder.
Wichtig ist in diesem Zusammenhang das Verhältnis von Text und Regie. Stefan Tigges fragt: „Sind es eher die postdramatischen Texte, (…) die die Bühnen zu neuen Aufführungspraxen veranlassen, oder ist es die Aufführungspraxis, die den TheaterautorInnen postdramatische Schreibweisen abverlangt?“ Während im dramatischen Theater zuerst der Text hergestellt wird, den später die Regisseurin umsetzt, sind die Praxen beim postdramatischen Theater und damit die Einflussrichtungen komplexer.
In der 2021 erschienenen Untersuchung Nach der Postdramatik stellt Simon Hansen dar, wie sich die dramatische Literatur im Anschluss an die Postdramatik verändert hat. Der Studie zufolge zeichnet sich die Dramatik ab der Jahrtausendwende (beispielsweise in den Werken von Roland Schimmelpfennig, Wolfram Lotz, Dea Loher oder Sibylle Berg) durch eine radikalisierte Episierung aus, was hier als narrativierende Dramatik bezeichnet wird: „Die Narrativierende Dramatik stellt sich demnach als eine Stilrichtung dar, die das postdramatische Potential und die Befreiung von dramatischen Konventionen affirmativ hochhält, sich aber zugleich durch innovative (Erzähl-)Strategien deutlich von der Postdramatik abgrenzt.“

## Akteure

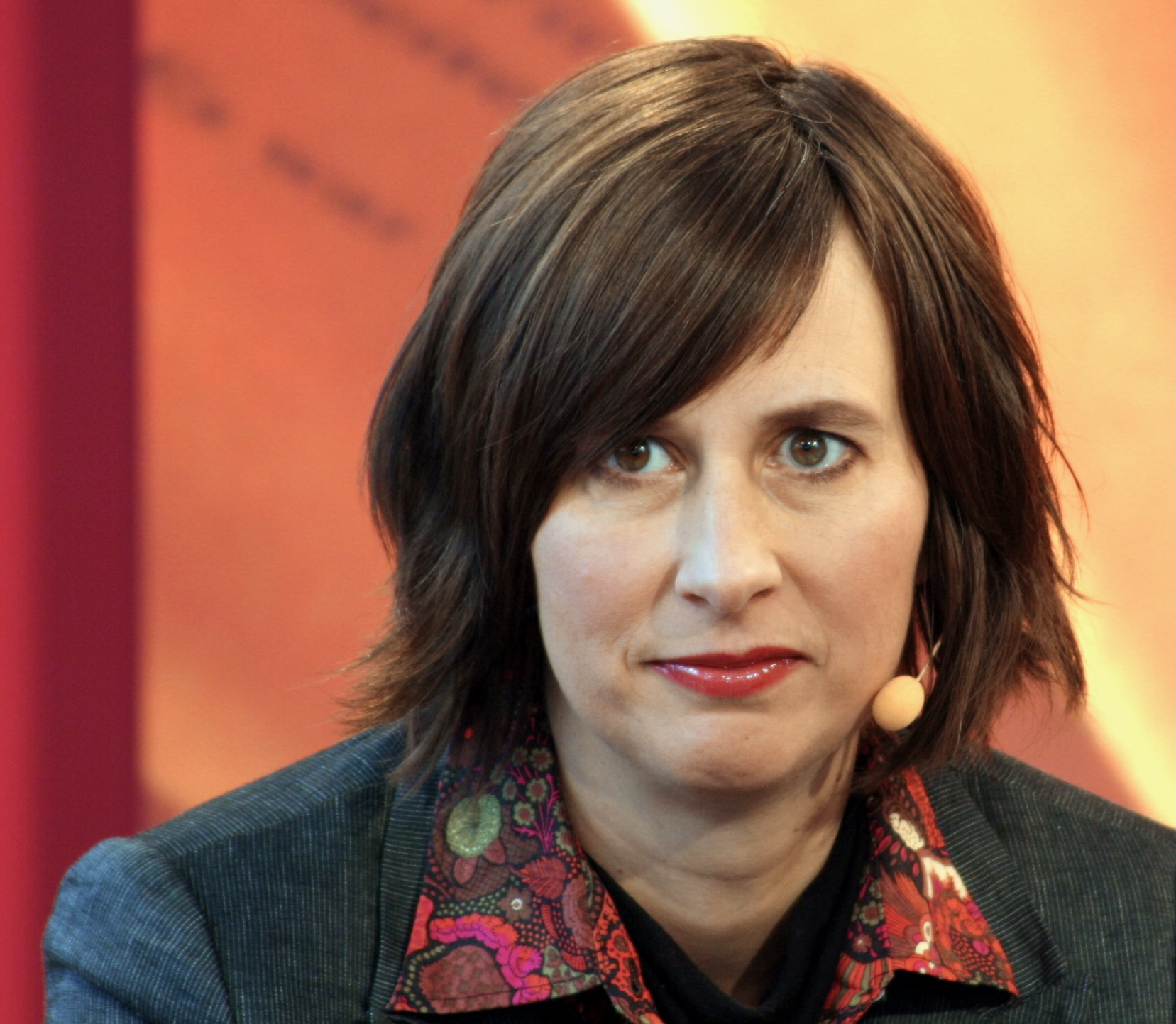
Die postdramatische Theater- und Hörspielautorin Kathrin Röggla, 2010

### Autoren (Auswahl)

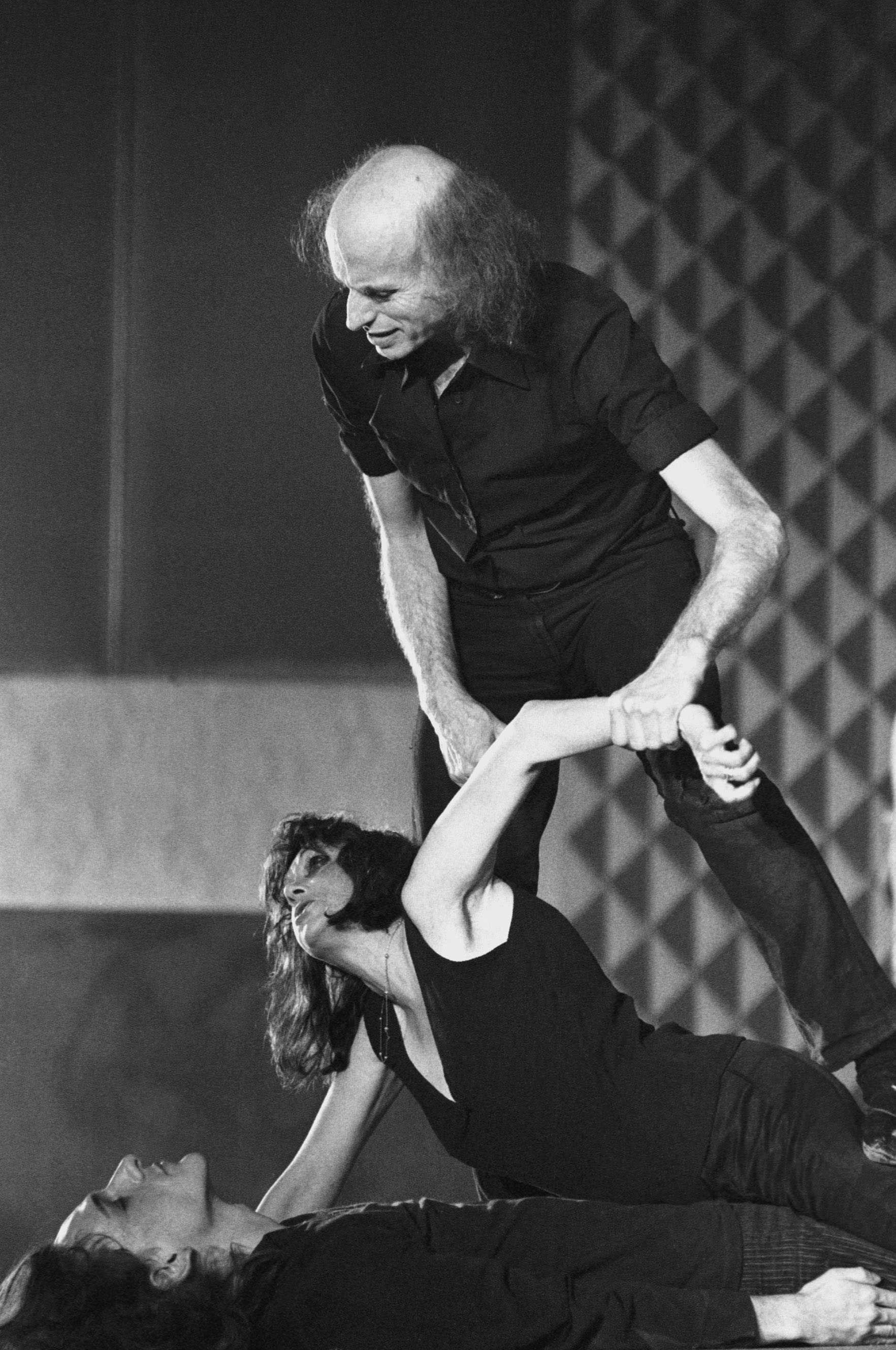
Judith Malina, Julian Beck und eine weitere Schauspielerin vom Living Theatre, 1983

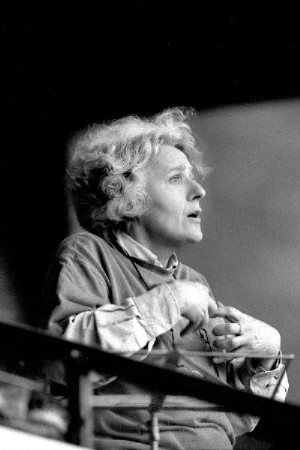
Ariane Mnouchkine, 2007

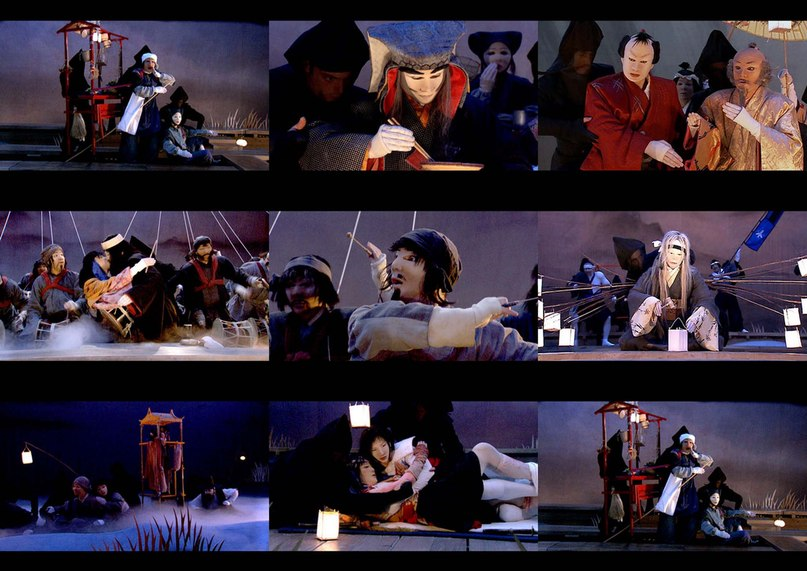
Theatre du Soleil, beim Sydney Festival, 2002

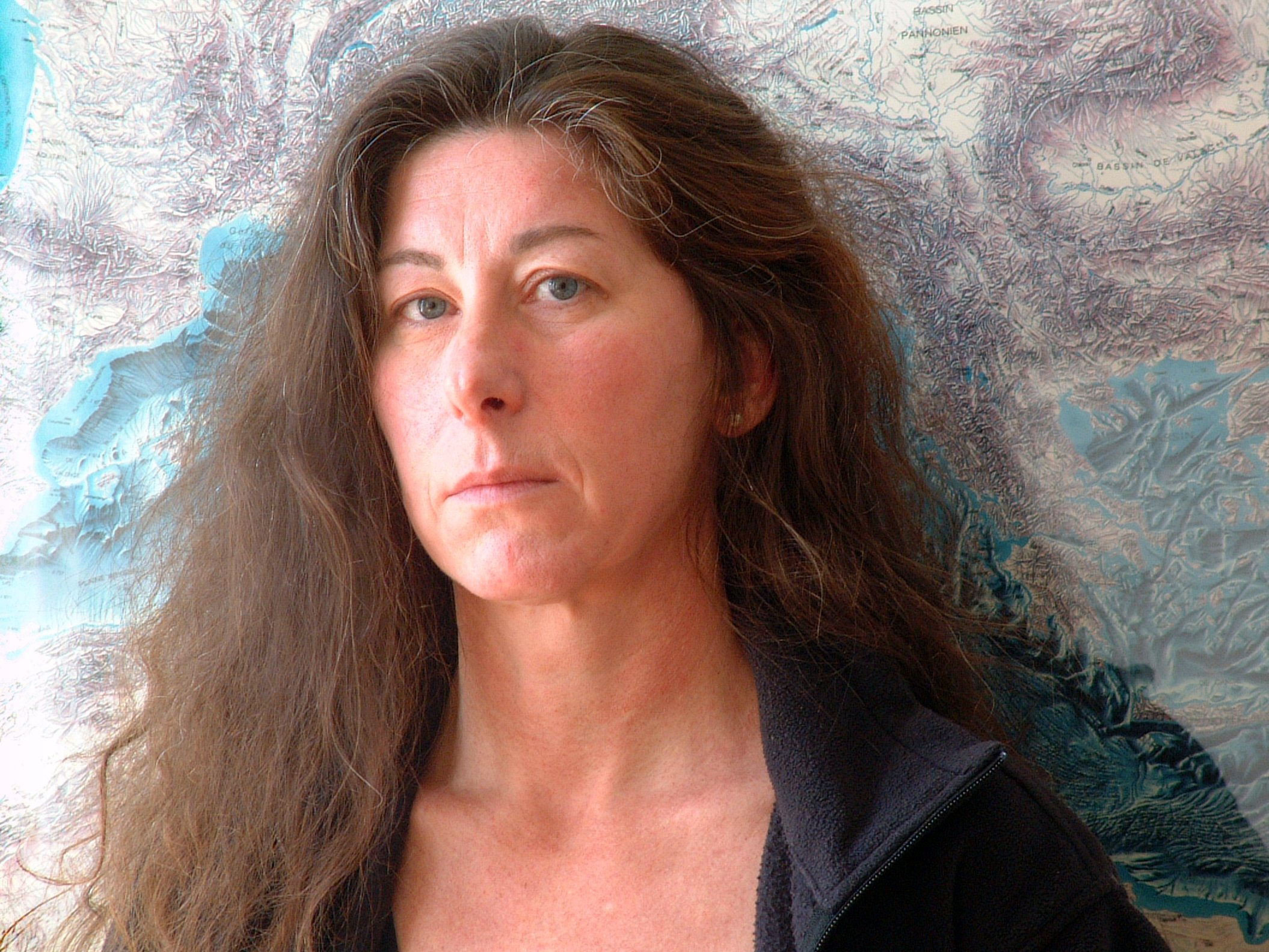
Miki Malör, 2007

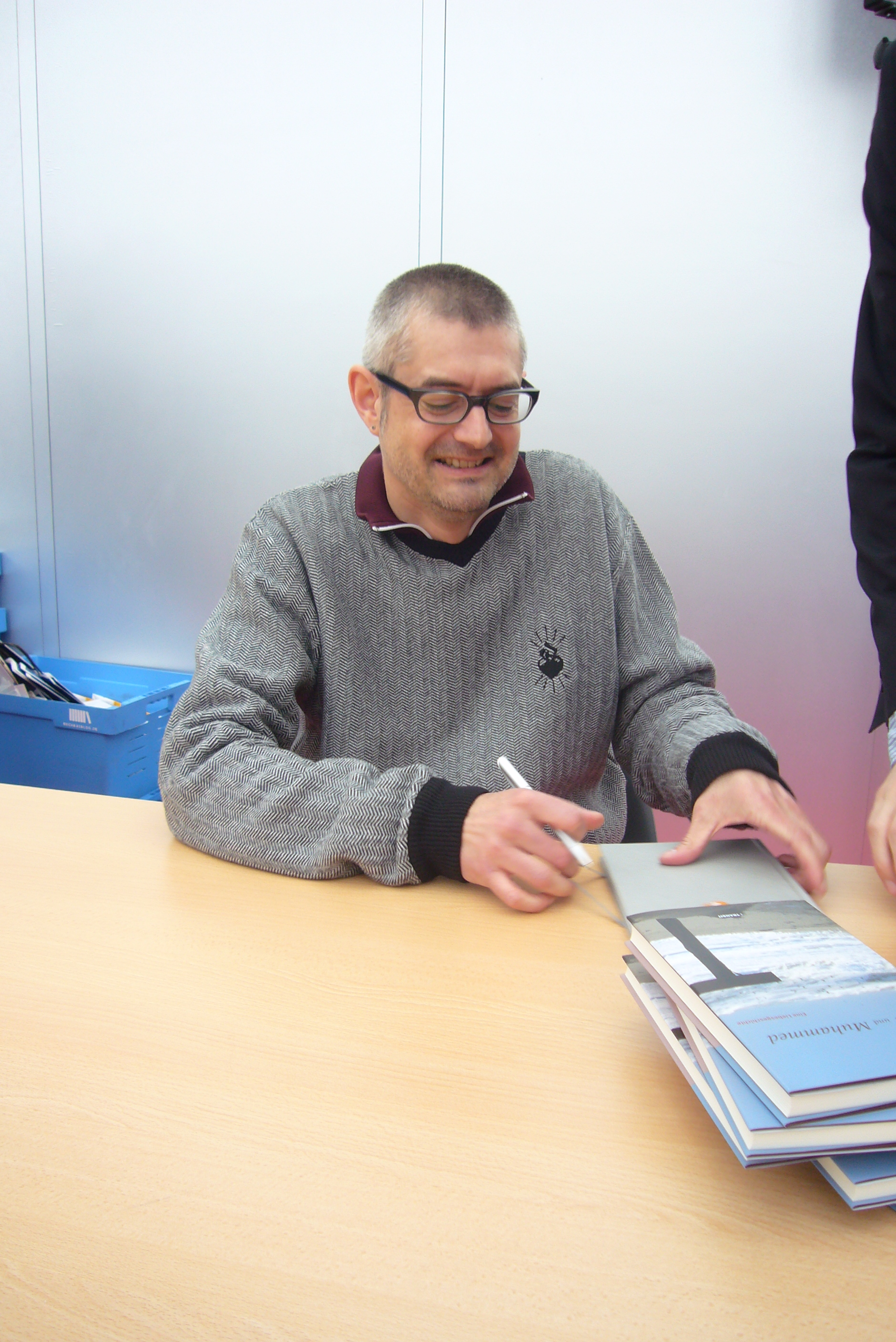
Tim Staffel beim Blauen Sofa

Diese Liste sammelt Autoren mit postdramatischen Tendenzen in ihren Werken sowie Aktivitäten.
- Peter Handke
- Elfriede Jelinek
- Heiner Müller
- Sarah Kane
- Martin Crimp
- Rainald Goetz
- Jon Fosse
- Kathrin Röggla
- Roland Schimmelpfennig[15]
- Wolfram Höll
- Marius von Mayenburg
- Ewald Palmetshofer
- Franzobel
- Johannes Schrettle
- Händl Klaus
- Falk Richter
- Dea Loher
- Dimitris Lyacos
- Patrick Marber
- Katja Brunner
- Thomas Köck
- Mehdi Moradpour
- Enis Maci
- Maria Milisavljevic
- Gerhild Steinbuch
- Gert Jonke
- Werner Schwab
- Marlene Streeruwitz
- Igor Bauersima
- Vladimir Sorokin
- Feridun Zaimoglu/Günter Senkel – Feridun Zaimoglu ist gleichzeitig auch Autor des postmigrantischen Theaters und ist als solcher am Ballhaus Naunynstraße tätig.

### Regisseure (Auswahl)
Diese Liste sammelt Regisseure mit postdramatischen Tendenzen in ihren Werken sowie Aktivitäten.
- Sebastian Baumgarten
- Julian Beck (Living Theatre)
- Romeo Castellucci
- Frank Castorf
- Andreas Kriegenburg
- Jan Fabre
- Heiner Goebbels
- Hofmann&Lindholm
- Jürgen Gosch
- Dimiter Gotscheff
- Sebastian Hartmann
- Sarah Kane
- Tadeusz Kantor
- Jürgen Kruse
- Jan Lauwers
- Volker Lösch
- Judith Malina (Living Theatre)
- Miki Malör
- Christoph Marthaler
- Falk Richter
- Ariane Mnouchkine (Théatre du Soleil)
- Till Müller-Klug
- Valère Novarina
- Thomas Ostermeier
- Armin Petras
- René Pollesch
- Robert Quitta
- Christoph Schlingensief
- Karl F. Masuhr
- Schorsch Kamerun
- Einar Schleef
- Laila Soliman
- Nicolas Stemann
- Josef Szeiler (TheaterAngelusNovus)
- Theodorus Terzopoulus
- Michael Thalheimer
- Robert Wilson
- Leander Haussmann
- Martin Kušej
- Andreas Kriegenburg
- Jan Bosse

### Hörspielautoren
- Andcompany & Co.
- Heiner Goebbels
- Elfriede Jelinek
- Till Müller-Klug
- René Pollesch
- Kathrin Röggla

### Tanz / Choreografie
- Pina Bausch

### Künstlergruppen (Auswahl)
Diese Liste sammelt Künstlergruppen mit postdramatischen Tendenzen in ihren Werken sowie Aktivitäten.
- Andcompany & Co.
- Forced Entertainment
- Gob Squad
- The Living Theatre
- Rimini Protokoll
- Showcase Beat Le Mot
- She She Pop
- Théâtre du Soleil
- The Wooster Group
- Volxtheaterkarawane

### Theorie/Wissenschaft
- Erika Fischer-Lichte
- Heiner Goebbels
- Hans-Thies Lehmann
- Andrzej Wirth
- Institut für Angewandte Theaterwissenschaft der Justus-Liebig-Universität Gießen

## Postdramatisches Theater und Film
- Miriam Dehne, Esther Gronenborn und Irene von Alberti: Stadt als Beute, 2005. Der Film basiert auf René Polleschs gleichnamigem Theaterstück aus dem Jahr 2001 und erläutert seine Arbeitsweise als Regisseur.
- Laila Soliman ist eine der drei Protagonistinnen des Dokumentarfilms „Laila, Hala und Karima“ – ein Jahr im revolutionären Kairo von Ahmed Abdel Mohsen und Eduard Erne, einer Produktion des Schweizer Fernsehens von 2012.[21]